# 17e Leger (Wehrmacht)
Het 17e Leger (Duits: 17. Armee) was een onderdeel van de Wehrmacht in de Tweede Wereldoorlog. Het werd opgericht op 20 december 1940 en ontbonden op 7 mei 1945. Het leger vocht uitsluitend aan het zuidelijke deel van het oostfront. Tussen juli 1942 en september 1942 waren het Roemeense 3e Leger en het Italiaanse 8e Leger ondergeschikt aan het 17e Leger.
In 1939, het jaar waarin de Tweede Wereldoorlog uitbrak, behoorden ongeveer 4,5 miljoen soldaten tot de Wehrmacht. Ter vergelijking: het Verenigd Koninkrijk had ongeveer 480.000 mannen onder de wapenen, terwijl Frankrijk ongeveer vijf miljoen soldaten had. De troepenmacht nam tijdens de woedende oorlog voortdurend toe, zodat het leger van het Verenigd Koninkrijk aan het einde van de oorlog in 1945 ongeveer 5,1 miljoen soldaten telde. Ook in de Sovjet-Unie was er een sterke mobilisatie: in 1944 behoorden ongeveer 12,2 miljoen soldaten tot het Rode Leger, meer dan twee keer zoveel als in 1940. In totaal stierven 4,8 van de 17,3 miljoen soldaten die tijdens de oorlog in de Wehrmacht hebben gediend - een kwart van hen alleen al in de laatste vier maanden van de oorlog.

## Operatie Barbarossa
Tijdens Operatie Barbarossa vormde het 17e Leger een deel van Heeresgruppe Süd. Behalve 8 infanteriedivisies bestond het leger ook uit 2 Hongaarse divisies en enkele Slovaakse brigades. Reeds op de eerste dag van het offensief braken de Duitse troepen door de grensverdediging en veroverden op 30 juni Lemberg. Daarna ging de opmars verder in de richting van Tarnopol. Gelukkig voor het 17e Leger hadden de Sovjets hun sterkste gemechaniseerde eenheden naar het noorden gestuurd om Pantsergroep von Kleist en het 6e Leger aan te vallen. Hierdoor stonden de drie legerkorpsen van generaal Von Stülpnagel tegenover het zwakke 6e Leger en het 24e Leger. Met luchtsteun van de Luftwaffe rukten de Duitsers verder op naar het oosten. Het 17e Leger brak door de Stalinlinie, stak de Boeg over en op 18 juli veroverden ze een bruggenhoofd bij Vinnytsja. In gevechten bij Oeman omsingelden het 17e Leger en het 11e Leger 24 Sovjetdivisies en op 8 augustus 1941 gaven 100.000 soldaten zich over.
Het 17e Leger richtte zijn aandacht naar het oosten. Eind augustus 1941 bereikten de Duitsers de Dnjepr en ze begonnen aan de verovering van de zogenaamde Dnjeprbocht. Het volgende doelwit was de verovering van het Donetsbekken, dat rijk aan steenkool was. Het kwam tot hevige gevechten tussen de verschillende steenkoolmijnen, fabrieken en kleine stadjes. De Duitse opmars vertraagde en het 17de leger had te weinig reserves om een nieuwe doorbraak te forceren. Toen op 22 november 1941 Rostov in Duitse handen viel, beschouwde generaal Hoth dit als het einde van het offensief. Hij gaf opdracht om een verdedigingslinie te vormen. De soldaten begonnen zich in te graven en er werd langsheen de frontlijn een netwerk van steunpunten aangelegd. Dankzij dit bevel was het 17e Leger in staat om het Winteroffensief te doorstaan. Hoewel ze terrein verloren, bleef het belangrijke industriegebied in handen van de Duitsers.
Op 18 januari 1942 vielen het Zuidwestelijk Front en het Zuidelijk Front aan op de scheiding tussen het 6e Leger en het 17e Leger. Na de gevechten vertoonde de frontlijn een diepe uitstulping naar het westen, maar de Sovjetlegers hadden geen doorbraak kunnen realiseren. In het voorjaar van 1942 zou de strijd in deze saillant leiden tot de Tweede Slag om Charkov.

## Fall Blau
Tijdens Fall Blau was de voornaamste taak van het 17e Leger om de zuidelijke flank van het 1e Pantserleger te dekken. Samen met zijn eigen 17e Leger voerde generaal Ruoff ook het bevel over het 8e Italiaanse Leger en het 3e Roemeense leger. Terwijl de Duitse tanks in de richting van de Kaukasus oprukten, volgden de infanteriedivisies in hun spoor. Op 25 juli 1942 veroverden de eenheden van het 17e Leger een tweede maal Rostov. Eenmaal over de Don begon de opmars van de infanteriedivisies te vertragen. Bovendien plaatste het Duitse opperbevel de Italiaanse en Roemeense legers over naar Heeresgruppe B om de oversteekplaatsen aan de Don te bewaken. Hierdoor verloor het 17e Leger een deel van zijn slagkracht. Op de steppe waren nauwelijks verharde wegen te vinden en de zomerse droogte zorgde voor veel stof, dat alles bedekte. Gebrek aan olie en water zorgde voor nog meer vertraging. Het 17de leger boog af naar het zuiden. Op 13 augustus 1942 bereikten ze de Koeban en begonnen ze met de verovering van het schiereiland Taman. Op 10 september 1942 veroverden ze Novorossiejsk, een havenstad aan de Zwarte Zee.

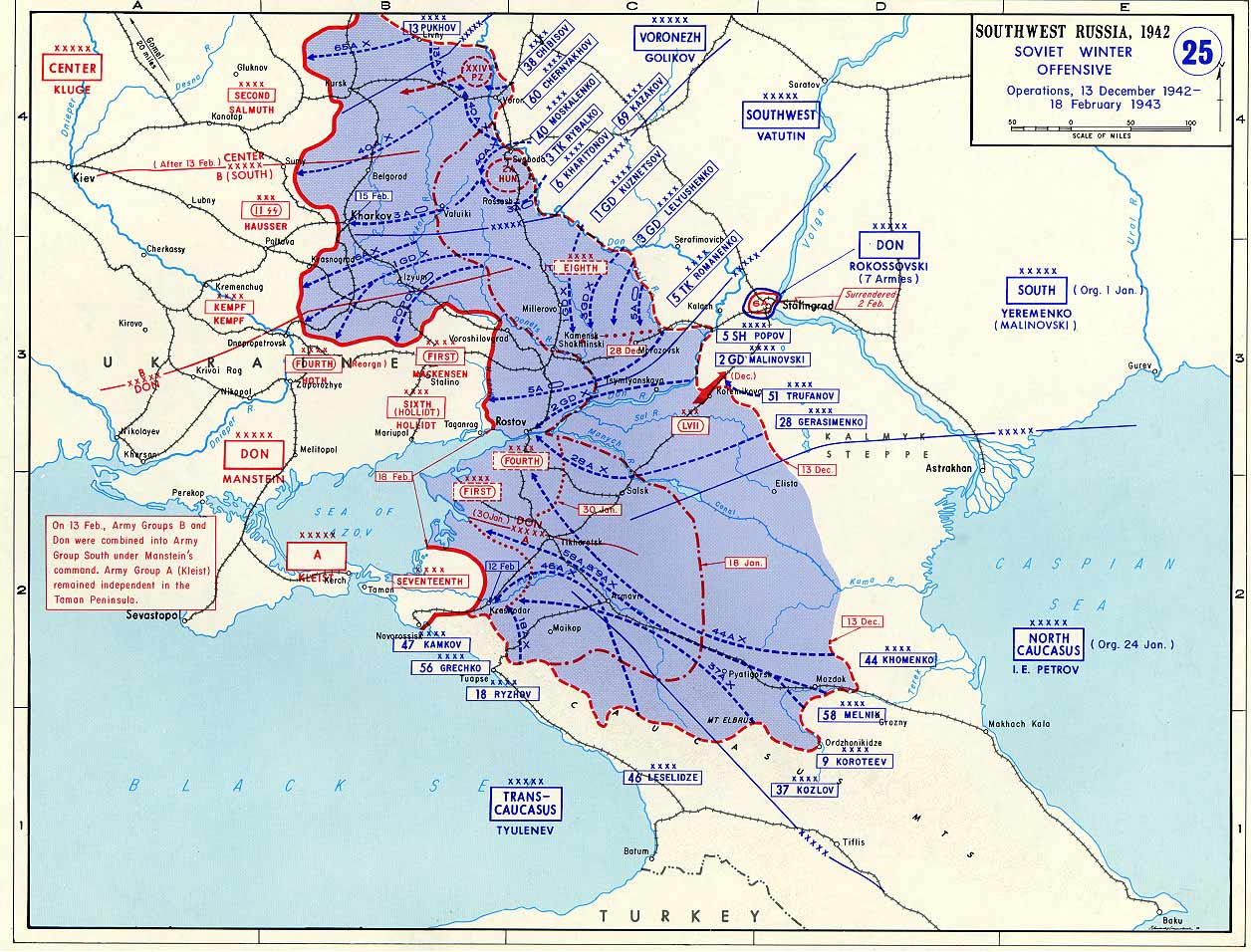
Terugtocht uit de Kaukasus (1943)

Na de omsingeling van het 6de leger bij Stalingrad werden de Duitse bevoorradingslinies bedreigd. Als de Sovjets het Donjets bekken zouden veroveren, dan was Heeresgruppe A opgesloten in de Kaukasus. Op 5 januari 1943 begonnen de Duitsers zich terug te trekken. Het 1e Pantserleger reed in de richting van Rostov en het 17de leger, samen met enkele Roemeense divisies naar de Koeban. Het 17e Leger verdedigde een linie van Novorossiejsk tot Nalchik. Op 16 januari 1943 begonnen de eerste Sovjetaanvallen. Samen met hun Roemeense bondgenoten hielden de Duitsers stand. Het vijandelijke overwicht was echter te groot en langzaam week het 17e leger achteruit. Op 12 februari 1943 viel Krasnodar. De Sovjetdivisies waren echter eveneens uitgeput en ze moesten zich hergroeperen. Deze adempauze gaf generaal Ruoff de kans om zijn verdediging te herorganiseren. Op 25 februari 1943 gingen de Sovjets opnieuw in de aanval, maar de Duitse verdediging hield stand. In maart en april lanceerde het Noord-Kaukasisch Front nieuwe aanvallen, maar geen van hen resulteerde in een doorbraak. In juni 1943 nam de strijd in de Koeban af.
Op 5 september 1943 beval het Duitse opperbevel om het Taman-schiereiland te ontruimen. Ondanks voortdurende aanvallen van het Noord-Kaukasisch Front en de Sovjetvliegtuigen kon het 17de leger de Straat van Kertsj oversteken.
Tijdens het Dnjepr-offensief brak het Zuidelijk Front van generaal Fjodor Tolboechin op 13 oktober 1943 door de Duitse verdediging aan de Dnjepr en bezette de noordelijke zijde van de Landengte van Perekop. Op die manier was het 17e Leger volledig geïsoleerd op de Krim. Ook vestigde het 51e Leger een kleine bruggenhoofd aan de baai van Syvasj, ten oosten van de landengte. Adolf Hitler weigerde toestemming voor een evacuatie omdat hij meende dat de Sovjets vanaf het schiereiland de Roemeense olievelden zouden kunnen bombarderen. Op dat moment lagen de olievelden al echter binnen bereik van de Amerikaanse B-17 bommenwerpers, die vanuit Italië opereerden.

## Krim campagne
Voor de verdediging van de Krim beschikte het 17e Leger over 195.000 man, waarvan 95.000 Roemeense soldaten, maar generaal Jaenecke besefte dat hij niet lang kon standhouden. Zijn voornaamste verdedigingslinie bevond zich op de landengte van Perekop en een tweede verdedigingslinie, de Gneisenau-linie, bevond zich rond Simferopol. Het was zijn bedoeling om zo lang mogelijk de landengte te verdedigen en zich daarna terug te trekken naar Sebastopol. Hij hoopte dat de Gneisenau-linie de aanvallers enkele dagen zou vertragen.

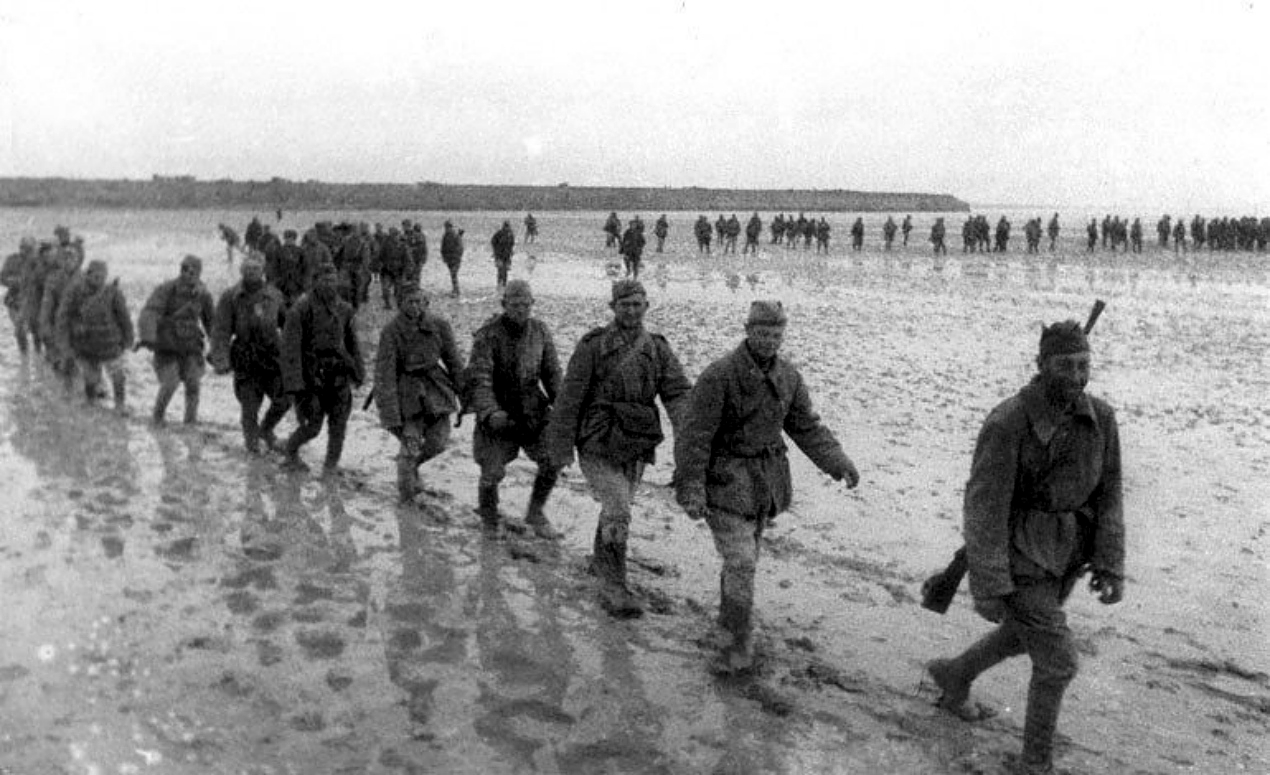
Infanterie van het 51e Leger aan de baai van Syvasj in november 1943

Op 8 april 1944 opende het 4e Oekraïense Front van maarschalk F.I Tolboekhin het offensief. De verdedigers op de landengte hielden aanvankelijk stand, maar onder voortdurende druk van 2e Gardeleger moesten ze toch terrein prijsgeven. Deze aanval van het 2e Gardeleger was echter een afleidingsmaneuver. Na een zware artilleriebeschieting brak het 51e Leger uit het bruggenhoofd bij Sivasj. De Roemeense troepen panikeerden en ze sloegen op de vlucht. Generaal Jaenecke probeerde versterkingen naar het noorden te sturen, maar de Sovjet luchtmacht had luchtoverwicht en bovendien had hij zijn reserves nodig om de landengte te verdedigen. Op 11 april viel het belangrijke verkeersknooppunt Dzjankoj in handen van het 51ste leger. Generaal Janecke gaf bevel om zich terug te treken naar Sebastopol. Hoewel de divisies op de landengte van Perekop nog steeds standhielden, ontruimden de Duitsers haastig hun stellingen. Door de opmars van het 51e Leger dreigde hun terugtocht naar Sebastopol te worden afgesneden. De Duitse hoop dat de Gneisenau-linie de aanvallers zou tegenhouden, bleek ijdele hoop te zien. De eerste tanks van het 4e Oekraïense Front braken reeds op 12 april door de linie en op 13 april viel Simferopol. Op 16 april trokken de laatste Roemenen en Duitsers zich terug naar Sebastopol.
Ondertussen brak het Onafhankelijke Kustleger uit zijn bruggenhoofd bij Kertsj en veroverde Feodosia, Goerzoef en Jalta, waar ze de voorhoede van het 4e Oekraïense Front ontmoetten. In minder dan een week was de Duitse verdediging van de Krim vernietigd. Meer dan 13.000 Duitsers en 17.000 Roemenen sneuvelden of werden gevangengenomen. Generaal Jaenecke probeerde Adolf Hitler te overtuigen om het leger te evacueren, maar de Führer wilde niet luisteren. Ook generaal Schörner, bevelhebber van Heeresgruppe Südukraine, en generaal Zeitzler, stafchef van het Duitse leger, en de Roemeense dictator Antonescu probeerden hem te overtuigen. Toen generaal Jaenecke naar Berchtesgaden vloog om Adolf Hitler persoonlijk te overtuigen, werd hij ter plaatse ontslagen als bevelhebber van het 17e Leger en vervangen door generaal Allmendinger.
Op 5 mei begon de definitieve aanval op Sebastopol. Op 7 mei vielen de Sapoenheuvels in handen van de Sovjets, waardoor ze de haven rechtstreeks onder vuur konden nemen. De dag daarna gaf Adolf Hitler eindelijk toestemming voor de evacuatie. Onder voortdurende beschietingen van Russische artillerie en aanvallen van vliegtuigen probeerde Duitse en Roemeense schepen de restanten van het 17de leger te evacueren. Van de 67.700 soldaten, die zich nog in Sebastopol bevonden werden er 26.700 door de Kriegsmarine naar Roemenië overgevaren. Op 12 mei gaven de laatste verdedigers zich over.

## Einde van de oorlog
Het 17de leger werd naar Saksen gestuurd om opnieuw te worden opgebouwd. Eind juli 1944 was de situatie aan het oostfront zodanig verergerd dat het leger opnieuw aan het front werd ingezet. Slechts bestaande uit twee divisies en een Kampfgruppe werd het 17de leger een onderdeel van Heeresgruppe Nordukraine in Galicië. Het 17e Leger vormde de verbinding tussen het 4e Pantserleger en het 1e Pantserleger. In augustus 1944 kreeg het versterkingen in de vorm van enkele volksgrenadiersdivisies en de 8e Pantserdivisie. De vernietiging van het 4e Pansterleger tijdens het Weichsel-Oderoffensief in januari 1945 betekende dat zijn noordflank ongedekt was. Het 17e Leger moest de belangrijke industriegebieden in Silezië ontruimen om omsingeling te vermijden. Het trok zich terug naar bovenloop van de Oder. Na het offensief in Neder-Silezië en Opper-Silezië werd deze frontsector relatief rustig. Op 7 mei 1945 ontbond generaal Wilhelm Haase het 17e Leger en hij gaf zich over aan de Sovjets.

## Commandanten
| Rang                       | Naam                         | Begin            | Eind            |
| -------------------------- | ---------------------------- | ---------------- | --------------- |
| Generaal der Infanterie    | Karl-Heinrich von Stülpnagel | 20 december 1940 | 10 oktober 1941 |
| Kolonel-generaal           | Hermann Hoth                 | 10 oktober 1941  | 16 januari 1942 |
| Generaal der Infanterie    | Viktor von Schwedler         | 16 januari 1942  | 20 januari 1942 |
| Kolonel-generaal           | Hermann Hoth                 | 20 januari 1942  | 24 april 1942   |
| Generaal der Infanterie    | Hans von Salmuth             | 24 april 1942    | 1 juni 1942     |
| Kolonel-generaal           | Richard Ruoff                | 2 juni 1942      | 20 mei 1943     |
| Generaal der Artillerie    | Maximilian de Angelis        | 20 mei 1943      | 6 juni 1943     |
| Generaal der Genie-troepen | Erwin Jaenecke               | 6 juni 1943      | 28 april 1944   |
| Generaal der Infanterie    | Karl Allmendinger            | 28 april 1944    | 28 mei 1944     |
| Generaal der Artillerie    | Walter Hartmann              | 28 mei 1943      | 13 juni 1944    |
| Generaal der Infanterie    | Friedrich Schulz             | 25 juli 1944     | 30 maart 1945   |
| Generaal der Infanterie    | Wilhelm Hasse                | 30 maart 1945    | 8 mei 1945      |

In januari 1942 kreeg kolonel-generaal Hermann Hoth enkel dagen het bevel over legergroep Zuid. Gedurende deze periode fungeerde generaal Viktor von Schwedler als zijn plaatsvervanger voor het 17de leger. In afwachting van de komst van kolonel-generaal Ruoff was generaal von Salmuth aangesteld tot plaatsvervanger. Ook generaal Maximilian de Angelis was slechts een plaatsvervanger.
Op 6 juni 1944 kreeg generaal Erwin Jaenecke voorlopig het bevel over het leger. Op 8 oktober 1943 kreeg hij het definitieve bevel en op 30 januari 1944 werd hij bevorderd tot kolonel-generaal. Na zijn ontslag werd generaal Kurt Allmendinger aangesteld als plaatsvervanger en op 1 mei 1944 kreeg hij het voorlopige commando. Op 28 mei 1944 verving generaal Walter Hartmann hem.
Op 25 juli 1944 werd het hoofdkwartier van het 17de leger opnieuw opgericht en generaal Friedrich Schulz werd tijdelijk met het bevel belast. Op 30 januari 1945 werd hij definitief tot commandant benoemd. Generaal Wilhelm Hass voerde slechts tijdelijk het bevel.
Bij de heroprichting van het leger in juli 1944 vormde het XI SS Korps een onderdeel van het 17de leger. Hoewel dit in naam een SS-korps was en het bevel werd gevoerd door SS-Obergruppenführer Matthias Kleinheisterkamp bestond dit korps uit reguliere Wehrmachtdivisies. Het was uniek dat de Wehrmachteenheden ondergeschikt waren aan een SS-commandant.